# Clemenceau-klass
Clemenceau-klass är en klass om två hangarfartyg som tillverkades för Frankrikes flotta i slutet av 1950-talet. Efter att HMS Ark Royal avrustades 1979 var de de största europeiska stridsfartygen. De båda fartygen Clemenceau och Foch tjänstgjorde fram till slutet av 1990-talet då de ersattes av hangarfartyget  Charles de Gaulle. Clemenceau skrotades medan Foch såldes till Brasilien där hon tjänstgjorde under namnet São Paulo fram till november 2018.

## Konstruktion
Clemenceau-klassen har en för sin tid typisk design med överbyggnad och flygplanshissar på styrbords sida och med flygdäcket vinklat 8° åt babord. Hissar och katapulter har en maxkapacitet på 20 ton vilket begränsar vilka flygplanstyper som kan baseras på fartygen.
Den ursprungliga flygstyrkan bestod av 20 stycken (två divisioner) Étendard IV och åtta stycken (en division) Alizé. Divisionernas storlek minskades 1966 för att bereda plats för ytterligare en division F-8E Crusaders. Både Étendard och Crusader skulle ha ersatts av Jaguar-M, på 1970-talet, men när det projektet lades ner av Dassault erbjöds franska flottan att köpa Super-Étendard i stället, något som man också gjorde. Alizé används för ubåtsjakt och havsövervakning, men klarar inte rollen som AEW vilket är ett handikapp. Även Rafale-M kan operera från Clemenceau-klassen, men gjorde det bara under utprovningsfasen. Rafale-M har inte ihopfällbara vingar, något som inte har någon större betydelse på den rymligare Charles de Gaulle, men på Clemenceau-klassen innebär det att bara ett mindre antal flygplan får plats i hangaren.